# کوندور (دژ)
کوندور (انگلیسی: Codnor Castle) قلعه‌ای ویران در انگلستان است.